# Ханево (Волоколамский район)
Ханево — деревня в Волоколамском городском округе Московской области России.

## Население
| 1852 | 1859 | 1926 | 2002 | 2006 | 2010 | 2013 |
| ---- | ---- | ---- | ---- | ---- | ---- | ---- |
| 355  | ↗384 | ↘245 | ↘80  | ↗90  | ↗104 | ↗135 |
| 2014 | 2015 | 2016 |      |      |      |      |
| ↗138 | ↗142 | ↘132 |      |      |      |      |

## Расположение
Деревня Ханево расположена на автодороге Р107 Клин — Лотошино, примерно в 17 км к северо-западу от центра города Волоколамска, на правом берегу реки Колпяны (бассейн Иваньковского водохранилища). Ближайшие населённые пункты — село Фёдоровское, деревни Большое Сырково, Ревино и Петровское. Автобусное сообщение с городом Волоколамском и пгт Лотошино.

## Исторические сведения
В «Списке населённых мест» 1862 года Ханево — владельческая деревня 2-го стана Волоколамского уезда Московской губернии на Зубцовском тракте (из села Ярополча), в 19 верстах от уездного города, при реке Колпянке, с 38 дворами и 384 жителями (181 мужчина, 203 женщины).
По данным на 1890 год деревня Ханево (Федоровское тож) входила в состав Яропольской волости Волоколамского уезда, в ней располагалось земское училище, число душ мужского пола составляло 167 человек.
В 1913 году — 58 дворов, 3 чайных лавки.
По материалам Всесоюзной переписи населения 1926 года — центр Ханевского сельсовета, проживало 245 человек (108 мужчин, 137 женщин), насчитывалось 57 хозяйств, среди которых крестьянских — 53.
С 1929 года — населённый пункт в составе Волоколамского района Московской области. До 2019 года относилась к Ярополецкому сельскому поселению, до реформы 2006 года — к Ярополецкому сельскому округу.